# Linguaggi della Terra di Mezzo

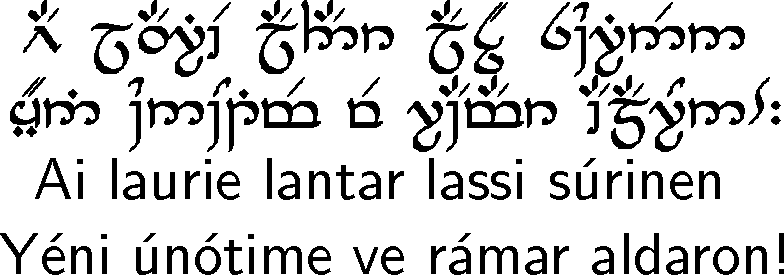
Estratto dal Lamento di Galadriel (Namárië) in quenya, scritto con le Tengwar e traslitterato in alfabeto latino.

I linguaggi della Terra di Mezzo sono lingue artificiali inventate da J. R. R. Tolkien e usate nei suoi libri fantasy ambientati nell'universo immaginario di Arda: Lo Hobbit (The Hobbit), Il Signore degli Anelli (The Lord of the Rings) e Il Silmarillion (The Silmarillion). Sono importanti come ispirazione e punto di partenza per le storie e gli eventi della Terra di Mezzo e come metodo per dare realismo linguistico e profondità ai nomi ed alle parole usati generalmente nel fantasy e nelle storie di fantascienza (alcuni di questi linguaggi sono stati usati infatti anche da altri autori per i propri libri). I più complessi, come il quenya, dimostrano quale sia il genio di un autore che ha avuto la capacità di inventare lingue e di crearne la grammatica, nonché di fornirle, ed in alcuni casi ampiamente, anche di una storia linguistica e di una letteratura.

## Un vizio segreto
Tra gli inusuali hobby di Tolkien bisogna infatti ricordare ciò che descrisse nel suo saggio Il vizio segreto (A Secret Vice, pubblicato nella raccolta Il medioevo e il fantastico), ovvero l'invenzione di nuovi linguaggi.
Tutto ebbe inizio quando il giovane Tolkien ascoltò per caso un gruppo di ragazzi parlare in animalico (o animalese), un linguaggio-gioco che si serviva esclusivamente di nomi di animali e numeri per comunicare qualsiasi tipo di informazione: ad esempio «cane usignolo picchio quaranta» poteva voler dire "tu sei un somaro". Successivamente l'animalico venne dimenticato e sostituito da un nuovo idioma: il nevbosh, che storpiava in maniera irriconoscibile le parole inglesi sostituendole in alcuni casi con altre latine o francesi. Da allora l'interesse di Tolkien per le lingue non fece che aumentare. Nel suo saggio Inglese e gallese Tolkien ricorda il giorno in cui per la prima volta vide su una lapide le parole Adeiladwyd 1887 ("costruito nel 1887") e se ne innamorò. Il gallese divenne una fonte inesauribile di bei suoni e perfette costruzioni grammaticali, un linguaggio melodioso a cui poter attingere per le sue future invenzioni linguistiche. Infatti dopo il gallese venne il finnico (suomi), e prima di esso il greco e l'italiano (il francese invece, da sempre diffusamente considerato un bel linguaggio, non gli diede mai le stesse sensazioni), e l'immaginazione prese il sopravvento.

Bisogna infine ricordare che lo stesso Tolkien, scrisse in una delle sue lettere che:
 Le storie della Terra di Mezzo sarebbero quindi servite principalmente a dare una collocazione (seppur fittizia) alle parole dei suoi linguaggi, e non il contrario.

## Lingue

### L'animalico
(L'unico esempio di Animalico mai pervenutoci)
L'animalico era un rudimentale linguaggio artificiale "privato" creato da Mary e Marjorie Incledon, cugine di Tolkien, attorno al 1905. Tolkien all'epoca aveva solo dodici anni nonostante fosse già addentro al latino e all'anglosassone e, trovandolo divertente, decise di impararlo. L'animalico non era altro che un linguaggio formato solo di nomi di animali e numeri inglesi; non per niente lo stesso Tolkien, anni dopo, lo definì crudo all'estremo. Tuttavia resta il fatto che questo fu probabilmente il primo approccio di Tolkien con dei linguaggi artificiali.

### Il nevbosh
(Unica "poesia" rinvenuta in Nevbosh, fornita da Carpenter nella biografia su Tolkien)
Anni dopo, gli stessi che avevano ideato il primo linguaggio (l'animalico) ne crearono un altro con l'aiuto dello stesso Tolkien, probabilmente spinti dall'idea di creare una lingua segreta, comprensibile solo a loro. Tale linguaggio, venne chiamato nevbosh, era formato da vocaboli inglesi, latini o francesi storpiati o invertiti. Tuttavia, col passare del tempo l'inversione e la storpiatura non bastarono più ai creatori del nevbosh, che iniziarono a inventare nuovi termini (per esempio lint ovvero "veloce", rintracciabile anche in lingue successive tra cui il quenya). Secondo Tolkien nevbosh significava letteralmente nuovo nonsense dove, il vecchio nonsense era certamente l'animalico.

### Il naffarin
Il naffarin è considerato il primo linguaggio interamente inventato da Tolkien.

### L'ilkorin
Tolkien non immaginò subito Arda, i suoi popoli e le sue lingue così come le conosciamo nel Silmarillion: in verità fece numerose "bozze" rivedute all'infinito nel corso degli anni. Inizialmente Tolkien considerava il quenya la favella dei soli Vanyar (chiamati inizialmente da lui Lindar) mentre i Noldor parlavano un'altra lingua denominata Antico noldorin; le lingue dei Teleri che furono lasciati nel Beleriand (ovvero dei Sindar da Tolkien inizialmente chiamati Ilkorindi) evolvettero invece nell'Ilkorin. Tolkien non abbandonò subito quest'idea che venne ampliata di molto fino a non "evolvere" in favore del quenya e del sindarin. 
L'ilkorin venne poi riutilizzato da Tolkien per la creazione del doriathrin (al quale assomiglia in modo particolare) e del sindarin (con il quale condivide la fonologia e gran parte del vocabolario attestato).
Cenni lessicali dell'Ilkorin (s = singolare, p = plurale, avv = avverbio):
- cigno alch (s)
- doppio ado (s); adu (s)
- faggio breth (s); b'rethā (s)
- fedele boron (s); burnin (p)
- forza bel (s); belē (s)
- fuori ar- (avv)
- guerriero ber (s); berō (s)
- madre aman (s); emuin (p)
- marito benn (s)
- olmo lalm (s); lelmin (p)
- oscurità dair (s)
- padre adar (s); edrin (p); adda (p)
- pianeggiante dôl (s)
- valle dôl (s)

## Linguaggi di Arda

### Lingue elfiche

Albero genealogico dei popoli elfici

Le lingue elfiche derivano dall'elfico primitivo, che gli elfi parlarono dopo il risveglio sulle sponde del lago di Cuiviénen, dono diretto di Eru Ilúvatar. Dall'elfico primitivo derivarono poi le lingue degli eldar e degli avari.

#### Quenya
Denominato qenya fino alla seconda metà degli anni 1940, venne sviluppato ininterrottamente a partire dal 1912 fino alla morte del suo creatore.
Parlato dalle razze elfiche dei noldor e dei vanyar, che raggiunsero Valinor e poi migrarono verso la Terra di Mezzo, il quenya è un idioma fittizio ma grammaticalmente e storicamente realistico. Originario di Aman, sarebbe poi stato sviluppato dagli eldar sulla base dell'eldarin comune, mantenendo ancora tutte le caratteristiche principali del primo linguaggio elfico.

#### Telerin
Il telerin comune (Lindalambe o Lindárin, cioè "lingua dei Lindar") è l'idioma primordiale dei teleri, da cui deriva il telerin, parlato dai teleri di Valinor e considerato spesso un dialetto del quenya. La scissione dall'Eldarin comune - che a sua volta si distaccò dal più antico elfico primitivo, deriva al periodo della Grande Marcia. In seguito i Teleri si stabilirono in Aman, dove il telerin di Valinor fu influenzato e influenzò esso stesso il quenya, rendendo le due lingue mutuamente comprensibili. L'importanza di tale linguaggio non fu però sufficiente a tener testa alla diffusione di altri idiomi elfici. Il telerin era infatti più conservativo del quenya, e dopo la Grande Marcia dalle sponde del lago di Cuiviénen e oltre il mare, dovette cedere il passo a due suoi diretti discendenti, nati con il ritorno alla Terra di Mezzo: Il sindarin e il nandorin.
Il telerin si caratterizza per le seguenti caratteristiche grammatiche:
- Il plurale si forma sempre con la desinenza -i, nonostante in quenya si utilizzi la -r in caso di radici terminanti in a, i, o, u.

Esempio: (Elfo) ello → elloi
- Il genitivo si forma con la desinenza -o, come quella del quenya. Ma diversamente da quest'ultimo, non diviene -on al plurale. Si aggiunge semplicemente alla -i.

Esempio: (Stella) él → élio
- L'allativo si forma con la desinenza -na. In quenya -nna.
- Il presente (continuativo) dei verbi si forma con la desinenza -a, proprio come in quenya.
- Il passato si forma con la desinenza -në, anch'essa uguale al quenya.
- Gli imperativi si formano con la desinenza -a.

##### Sindarin
Fu il linguaggio elfico più comunemente parlato nella Terra di Mezzo durante la Terza Era. Era la lingua dei sindar, che, nonostante i tentativi del loro Re Thingol, non vollero partire per il Grande Viaggio oltre il Belegaer. Quando i noldor ritornarono nella Terra di Mezzo, adottarono il sindarin, riservando al quenya il ruolo di lingua delle arti. Il sindarin è generalmente più mutevole del quenya, e ne esistono numerosi dialetti, parlati dalle varie etnie della Terra di Mezzo. Nel Doriath il sindarin era considerata la più alta e nobile forma di linguaggio.
Prima della Caduta di Númenor, molti númenóreani parlavano questo linguaggio, quando ancora l'essere amico degli elfi non era un problema. Il suo utilizzo venne esportato dai númenóreani in esilio nella Terra di Mezzo, specialmente a Gondor. Il sindarin è la lingua a cui ci si riferisce ne Il Signore degli Anelli parlando di "lingua elfica".
Il doriathrin secondo molti andrebbe considerato un dialetto del sindarin. Come il quenya, anche il doriathrin conserva molte caratteristiche dell'elfico primitivo e dell'eldarin comune. Questo linguaggio era parlato dal popolo elfico dei Doriath che lo parlava con un accento particolare e facilmente riconoscibile. Tolkien non sviluppò molto questo linguaggio al contrario di molti altri, parlando in modo approssimativo solo della sua morfologia di base:
(J.R.R. Tolkien. su Parma Eldalamberon 17, p. 133)

### Linguaggi degli uomini

#### Adûnaico
Essa era la lingua parlata dagli uomini di Númenor nel corso della Seconda Era. L'adûnaico è un derivato delle lingue dei popoli dei bëoriani e degli hadoriani, chiamate collettivamente taliska, e durante la Seconda Era l'accento bëoriano sopravvisse in alcune parti, soprattutto ad Emerië e intorno al porto di Andúnië. La maggior parte della Casa di Bëor era perita durante la Dagor Bragollach, e quindi l'accento hadoriano divenne prevalente.

#### Ovestron
Nel mondo fantastico della Terra di Mezzo di Tolkien, l'ovestron si avvicina molto ad un linguaggio universale, almeno nel tempo in cui è ambientato Il Signore degli Anelli.
Il linguaggio ovestron, che viene trascritto tramite caratteri tengwar, deriva dal contatto tra l'adûnaico, la lingua di Númenor, e i linguaggi delle coste occidentali del continente della Terra di Mezzo, quando i númenóreani iniziarono a stabilirvi avamposti commerciali e forti. Si capì presto che queste lingue erano collegate piuttosto da vicino con le lingue bëoriane e hadoriane che erano alla base dello stesso adûnaico, e così fu adottato piuttosto velocemente sia dagli stessi númenóreani sia dalle genti della costa. Molte di queste genti erano di un popolo parente degli edain e formeranno poi molta della popolazione di Gondor ed Arnor.
Da questi antichi avamposti commerciali e forti l'Ovestron si diffuse attraverso l'intero Eriador, toccando molte terre (tra cui quelle in cui Lo Hobbit e Il Signore degli Anelli si svolgono), con l'unica eccezione notevole di Mordor. I popoli del Rhovanion non vennero a contatto con i Númenóreani in questo tempo e conservarono le proprie lingue, che erano però non meno affini. Le genti che parlavano lingue non collegate, come i Gwaithuirim (antenati dei dunlandiani), gli Uomini dei Monti Bianchi ed i Drúedain, furono evitati dai númenóreani e divennero spesso nemici di Númenor.
Il termine ovestron è usato come traduzione del nome originale adûni. In sindarin la lingua era chiamata annúnaid (ovestron), o falathren (Lingua della Costa). Il termine alternativo "lingua corrente" traduce il termine ovestron sôval phârë, di identico significato.
Ne Lo Hobbit e Il Signore degli Anelli, l'ovestron è presentato come tradotto completamente in inglese (e parzialmente in italiano nelle traduzioni italiane). Questo ha certamente importanti implicazioni: prima di tutto, i nomi con derivazioni evidenti dall'ovestron sono stati tradotti, per preservare l'effetto. Così, nomi come Baggins, Peregrino, Gran Burrone ecc., sono presentati non con i veri nomi. Per esempio, il vero nome di Meriadoc Brandibuck dovrebbe essere Kalimac Brandagamba, abbreviato Kali (che significa allegro, felice). Meriadoc, abbreviato Merry (in inglese "allegro, felice"), è stato usato per mantenere il riferimento alla felicità contenuto nel suo nome originale. Allo stesso modo, il vero nome di Peregrino Tuc era Razanur Tûk, abbreviato Razar. 'Peregrino', abbreviato 'Pipino' contiene il vero significato del nome completo (viaggiatore, straniero). Sam Gamgee si chiamava in realtà Ban Galpsi, abbreviato di Banazir Galbasi. Anche la lettera finale del 'vero' nome hobbit di Bilbo fu cambiata: in ovestron era Bilba, ma Tolkien la cambiò in -o perché -a è di solito una desinenza femminile in inglese (ed in italiano), mentre è una desinenza maschile in ovestron.
I nomi di luoghi e altre cose furono anche presentati nelle loro traduzioni dall'originale: Gran Burrone (in sindarin Imladris, "valle spaccata") si chiamava in realtà Karningul, e Vicolo Cieco si chiamava in realtà Labin-nec, con riferimento a Labingi, la vera forma di Baggins. A volte si resero note le spiegazioni nei libri, come nel caso del fiume Brandivino (in sindarin Baranduin, "fiume bruno"), che si chiamava in realtà Branda-nîn, un nome ovestron che significava "acque di confine".
La traduzione cambiò anche tutte le lingue simili all'ovestron. Il rohirrico, la lingua dei Rohirrim fu tradotta con l'anglosassone, perché il rohirrico è un antenato dell'ovestron (poiché gli Edain dalla lingua dei quali deriva l'ovestron erano imparentati con gli antenati dei Rohirrim) così come l'anglosassone è un antenato dell'inglese. In modo simile, la lingua di Dale, da cui vengono i nomi dei Nani della casa di Durin, fu tradotta con l'antico norreno, una lingua imparentata con l'anglosassone e con l'inglese moderno così come la lingua di Dale era imparentata al rohirrico e all'ovestron.
Questa traduzione dell'ovestron in inglese (e in italiano) ebbe il risultato che anche alcune fonti che ci dovrebbero poter mostrare il vero ovestron sono state tradotte. Per esempio, a Moria, c'è un'illustrazione del testo in rune sulla tomba di Balin. Si dice che il testo dica "Balin figlio di Fundin, Signore di Moria" in khuzdûl ed in ovestron... ma mentre la prima parte dell'iscrizione sembra davvero essere un po' di khuzdûl (Moria è tradotta come "Khazad-dûm"), la seconda parte è in realtà semplice inglese, scritto in rune.
Fuori dal contesto della storia, è chiaro che molte delle forme "originali" in ovestron o in altre lingue furono ideate da Tolkien dopo aver scelto le "traduzioni" Inglesi. Molte delle forme ovestron date sopra non furono pubblicate durante la vita di Tolkien. Tolkien non lavorò mai all'ovestron come al quenya e al sindarin oppure come all'adûnaico.

##### Hobbitese
Anche lo hobbitese, la lingua degli Hobbit, era un dialetto dell'ovestron, infatti condivideva con quest'ultimo linguaggio quasi ogni forma, nonostante il registro utilizzato dai mezzuomini apparisse molto più stravagante di quello utilizzato ad esempio dagli abitanti di Brea o di Gondor. Dell'ovestron utilizzato dagli Hobbit si riconoscono soprattutto i nomi degli Hobbit de Il Signore degli Anelli (come ad esempio bilbo forma "italianizzata" dello hobbitese bilba dove la -a era un suffisso maschile o il nome reale di Frodo ovvero Maura forma antica da maur ritrovabile nel rohirrico dove prende il significato di "saggio, esperto").

#### Altri linguaggi
Vari altri linguaggi sono parlati dagli uomini in Arda. Nella Terra di Mezzo, gli uomini del nord parlano linguaggi imparentati quali il dalish e il rohirric. Tra le numerose altre lingue si citano la lingua haladin, il dunlandiano, il drûg e le lingue degli haradrim e degli esterling.

### Khuzdul
È la lingua segreta dei nani. Di questa lingua si sa poco, data la sua marginale importanza negli scritti di Tolkien. Sembra però che sia basato su radici triconsonantiche, come le lingue semitiche.

### Entese
È la lingua parlata dagli Ent. Questa lingua è molto complessa e richiede tempi enormi per dire qualsiasi cosa anche semplice, dal momento che ogni parola è come il racconto del suo significato dall'origine fino al momento in cui viene pronunciata: ogni termine perciò è in continua evoluzione come gli eventi.
Gli Ent, essendo delle creature che vivono per decine di migliaia di anni, non sono frettolosi, e la loro lingua non è da meno. In effetti essa sembra essere basata su una forma arcaica di eldarin, la lingua degli elfi, mescolata a quenya e sindarin, ma con il passare delle ere si è arricchita con parole introdotte dagli Ent stessi.
Le lingue sono in effetti due:
- Vecchio entese. In origine, gli Ent avevano una lingua propria, descritta come lunga e sonora; era una lingua tonale, come può essere il cinese. Non è noto se una creatura qualsiasi fosse in grado di pronunciare il Vecchio Entese correttamente: esso era pieno di sfumature vocaliche; ad ogni modo era parlato solo dagli Ent, e non perché tenessero la loro lingua segreta, come facevano i Nani, ma semplicemente perché era molto difficile da parlare, oltre che incredibilmente lunga.

Un esempio è a-lalla-lalla-rumba-kamanda-lindor-burúmë, che significa "collina".
- Nuovo entese (mai effettivamente chiamato così nel testo). Fin dai primi contatti con gli Elfi gli Ent impararono molto: essi trovavano la lingua degli Elfi molto bella, e la adattarono alle loro esigenze; in ogni caso adattarono solo le parole elfiche, mantenendo però la struttura grammaticale del Vecchio Entese. Le parole erano quindi facilmente traducibili, ma restavano invischiate in frasi invariabilmente lunghe e complicate.

### Valarin
È la lingua dei Valar e dei Maiar. Capaci di comunicare attraverso il pensiero, questi in realtà non avevano bisogno di un linguaggio parlato, ma il valarin viene da loro adottato come parte della loro assunzione di forme fisiche umanoidi. Il valarin era completamente estraneo alle orecchie degli Elfi, a volte a tal punto da generare disapprovazione, e pochissimi di loro impararono la lingua, adottando solamente alcune delle parole valarin nel loro quenya. I Valar e i Maiar invece impararono il quenya, e lo usavano per conversare con gli Elfi, o tra di loro quando erano presenti gli Elfi. Il valarin sembra usare parole molto lunghe; per esempio, la parola valarin per Telperion, Ibrîniðilpathânezel, è lunga otto sillabe. I Vanyar adottarono un maggior numero di parole del valarin nel loro dialetto quendya rispetto ai Noldor e ai Teleri, poiché vivevano più vicino ai Valar.
Almeno una parola nel linguaggio nero, nazg, "anello", sembra essere presa a prestito dal valarin naškad (Melkor era un Vala e Sauron un Maia, quindi anche loro dovevano conoscere il valarin).
Il valarin non è collegato ad alcuna delle altre lingue di Arda poiché fu creato fuori da Eä, e tranne per poche parole (quasi sempre nomi propri) nella visione di Tolkien non si sa quasi nulla del linguaggio.
Tolkien sembra essere stato indeciso negli anni sulla possibilità di dare un linguaggio proprio ai Valar; alcuni dei suoi scritti indicano che questi non abbiano una loro lingua, ma ciò fu cambiato successivamente. Il risultato sembra aver causato alcune contraddizioni e passaggi poco chiari; per esempio, se il nome di Manwë provenga dal valarin o dalla radice quenya per "benedetto", come affermano alcuni scritti.
In alcune versioni più antiche del Silmarillion e nel Lhammas, il valarin è suddiviso in oromëano, aulëano e melkiano. In questa concezione, tutte le lingue elfiche provengono dall'oromëano, mentre i Nani parlano l'aulëano e la Lingua Nera è il melkiano; tuttavia, questa visione fu più tardi scartata.